# Antonio Jiménez (zapaśnik)
Antonio Jiménez – wenezuelski zapaśnik walczący w stylu klasycznym. Złoty medal na igrzyskach boliwaryjskich w 1993 i brązowy w 1981. Czwarty na igrzyskach igrzysk Ameryki Środkowej i Karaibów w 1982 i 1993 roku.